# IBRC - Pedigree
Originalmente chamada de IBRC - Instituiçlão Brasileira de Registro de Cães, é a empresa brasileira responsável por manter e gerenciar os registros de cães no Brasil.
Teve seu nome empresarial alterado para IBRC - Pedigree em 2024 apenas para facilitar a relação social, mas em ambos os casos se trata da mesma empresa.
Pioneira em Pedigree Virtual, lançado em 2019, com o nome de "Perfil Virtual para seu cão" como ferramenta acessível através de QR Code com constantes processos de evolução, atualmente com a genealogia interativa, possibiblitando a consulta de tantas gerações quanto for necessário pelo usuário.
Dentre os registros dos cães estão a identificação por meio de microchip, informações das acaracterísitcas físicas, raça e também as informações genealógicas de cada cão.
A IBRC - Pedigree trabalha com o ideal de registro público de pedigree com a finalidade de eliminar qualquer forma de desinformação ou até mesmo de falsiuficação de documentos.

## Registro de Canil
Os canis, também conhecidos como Kennel Club,  são os responsáveis por solicitar aemissão do documento de Pedigree de um cão junto a IBRC - pedigree.
Para isso o canil deve estar devidamente credenciado e ativo para fazer a solicitação do Pedigree.
O registro do canil e a sua manutenção são insdispensáveis para verificar a origem do cão, criador e o responsável pela emissão do documento de Pedigree.

## Registro de Pedigreee
O documento de Pedigree corresponde a identidade do cão. Sua principal função é identificar o cão, seu criador, proprietário e linhagem de origem.
Através do estudo de sua linhagem, representada por sua genealogia, é possível determinar a pureza da raça e, desta forma, pode se iodentificar traços físicos e psicológicos importantes no cão.
Desde 2014 a IBRC - Pedigree emite documentos com validade internacional, sendo os emitidos no Brasil em portugês e os internacionais em inglês, compreendendo os padrões legais de mais de 100 países tornando o cão habilitado para viagens internacionais.
No Brasil o documento de Pedigree é habil para identificar a propriedade e, por tanto, os efeitos civis, como o direito de propriedade, evitando o roubo de cães, e garantindo o direito do proprietário de fruir de seu cão, como em exposições de cães ou eventos de psta, chamados de "Agility".
Através da genealogia dos cães presente nos pedigrees, existe a possibilidade de planejar futuras cruzas e estudar o pedigree do parceiro do cão, evitando assim, conflito de sangue e até mesmo doenças hereditárias, que podem variar juntamente com a raça. Devido a isso, realizar o cruzamento entre cães que não possuem pedigree, pode ocorrer na criação de cães com defeitos e características indefinidas, sendo prejudicial aos filhotes e até mesmo aos donos.

## RANKEADA

RANKEADA da IBRC é um evento  lançado em 2020 pela IBRC - Pedigree, de exposisão de cães, totalmente online, exclusivo da IBRC.
Até os dias atuais é a única empresa que promove um evento totalmente online.
Os cães são avaliados individualmente e classificados. Não se trata de competição, mas sim de uma avaliação individual de cada cão.
Os cães avaliados são classificados com notas e recebem um documento de Pedigree exclusivo que comprova o quão próximo da perfeição do padrão da raça o cão está.
O evento vem sendo bem recebido pelos proprietários de cães que se inscrevem anualmente a cada edição do evento.

## Cursos
Em 2024 a IBRC - Pedigree lançou a plataforma de cursos on-line, inclusive com cursos gratuitos, voltados para práticas de registro de Canil e também sobre os diversos spectos do documento de Pedigree.
O objetivo é capacitar a sociedade para entender como trabalhar com o documento de Pedigree e concientizar os proprietários de Canis sobre a forma adequada de criação, manutenção e lida com documentação.

## Raças
Atualmente a IBRC Pedigree está habilitada para trabalhar com cães de todas as raças.
Possui procedimento próprio de controle para criação de novas raças, que conta com acompanhamento e registro de todas as etapas para o início da criação e a estabilização das características.
Cabe destacar que a IBRC - Pedigree foi uma das primeiras empresas do ramo a identificar a raça Pit Monster como uma raça autônoma emitindo documentos de Pedigree identificados.